# Deponia
Deponia (с англ. — «Депония») — приключенческий point-and-click-квест, разработанный компанией Daedalic Entertainment. В роли издателя выступила Lace Mamba Global. 

Игра повествует о приключениях неудачливого изобретателя Руфуса, мечтающего покинуть свою родную планету-свалку Депонию. Однажды у него получается забраться на органонский крейсер, где он встречает элизианку — девушку по имени Гоал.

Была выпущена 17 января 2012 года в Германии, 29 июня — в Англии и 8 августа — в России.
Квест 2013 года по версии журнала Игромания.

## Игровой процесс
Геймплей во всём следует канонам жанра графического квеста — классическое управление point-and-click, инвентарь (два варианта использования — по нажатию на соответствующую иконку или по движению колёсика мыши) и высвечиваемые по клавише «Пробел» активные предметы.
После каждого акта игры бард, подыгрывая на странном инструменте, поёт куплет о том, что случилось в акте. Эту песню — по слову-рефрену её назвали «Huzzah» — продолжили в остальных играх о Депонии (в Deponia Doomsday один куплет).

## Сюжет
Руфус — неудачливый изобретатель, мечтающий покинуть свою родную планету-свалку, Депонию, и попасть в утопичный город Элизиум. В ходе очередной попытки побега с Депонии у него получается забраться на органонский крейсер, где он встречает элизианку — девушку по имени Гоал. Пытаясь защитить Гоал от органонцев, Руфус случайно сбрасывает её с крейсера, девушка падает в город Кувак, в котором и живёт Руфус. Гоал находят без сознания и относят в здание мэрии города Кувак, где должен решиться вопрос, с кем она должна жить. Мэр решает, что Гоал должна жить с Вензелем, приятелем Руфуса, у которого дома есть родник чистой воды — самое редкое сокровище на Депонии. Местный врач, доктор Гизмо, выясняет, что у девушки при падении повредился мозговой имплантат, из-за чего она не может прийти в себя. Руфус влюбляется в Гоал с первого взгляда и предпринимает попытку привести её в чувство. После пробуждения Гоал просит Руфуса связаться с Клитусом — её женихом. У Руфуса получается наладить связь с Клитусом, и в ходе переговоров они заключают соглашение, что как только Руфус доставит Гоал на Нижнюю Подъёмную станцию, ему разрешат попасть в Элизиум. В этот момент в поисках Гоал в Кувак прибывают органонцы во главе с Аргусом. Посредством угроз уничтожения города Аргусу удаётся выведать у Гизмо, что девушка находится в доме Вензеля. Руфус приходит в дом первым и спасает Гоал. Добравшись до Нижней Подъёмной Станции, Руфус узнаёт, что Клитус в заговоре с органонцами и что Депонию хотят взорвать, но если в Элизиуме узнают, что Депония обитаема, этого не случится. Улисс, главнокомандующий органонцев, хочет скрыть от Элизиума факт существования депонианцев, но план оказался под угрозой в момент последнего побега Руфуса, когда Гоал воочию убедилась в том, что на Депонии есть люди. Клитус планировал подменить имплантат Гоал на его копию, сделанную до посещения Депонии, чтобы у девушки не осталось воспоминаний об этом месте, а оригинальный имплантат передать Аргусу, чтобы тот смог считать с него коды доступа к спасательным капсулам, разбросанным по всей Депонии и ведущим в Элизиум, и таким образом эвакуировать органонцев. Руфус восстанавливает мозговой имплантат Гоал и рассказывает правду. В конечном итоге в одном месте встречаются Гоал, Руфус, Клитус и Аргус, и после противостояния действующих лиц Гоал покидает Депонию с Клитусом и без воспоминаний о своём путешествии. Руфус получает оригинальный имплантат Гоал и спасается бегством от окруживших его органонцев.
В финальном ролике показано, что имплантат у Руфуса — та самая резервная копия, а значит, Гоал не лишилась памяти, и ещё есть надежда на спасение Депонии от уничтожения.

## Продолжение
Всего компанией Daedalic Entertainment было запланировано три части по вселенной Депонии. В ноябре 2012 года вышел сиквел Chaos on Deponia. 17 октября 2013 года вышел триквел Goodbye Deponia, который завершает историю Руфуса и Гоал.
1 марта 2016 года вышло продолжение трилогии — Deponia Doomsday.
Позже игра вошла в состав Deponia: The Complete Journey.

## Отзывы и рецензии
| Сводный рейтинг | Сводный рейтинг                                                         |
| Агрегатор       | Оценка                                                                  |
| --------------- | ----------------------------------------------------------------------- |
| GameRankings    | 72,79 %                                                                 |
| Metacritic      | 74/100 (PC, 33 обзоров 71/100 (PS4, 9 обзоров 64/100 (Switch, 6 обзоров |

Игра получила смешанные отзывы. На сайте-агрегаторе Metacritic средняя оценка игры составляет 74 из 100 на основе 33 обзоров для платформы PC.
В рецензиях Deponia хвалят за интересный сюжет, тонкий юмор и увлекательный атмосферный мир. Таким образом, по мнению критиков, у игры есть всё, чтобы являться достойным продолжателем жанра.
Отмечается, что гротескный мир Deponia наполнен необычными, временами абсурдными загадками, методы решения которых зачастую не очевидны. Рецензенты критиковали, что в игре не всегда понятно, в чём именно заключается загадка. Так, один из критиков подметил, что головоломки в Deponia часто не имеют никакого смысла, и игрок вынужден продвигаться по игре «вслепую».
Летом 2018 года, благодаря уязвимости в защите Steam Web API, стало известно, что точное количество пользователей сервиса Steam, которые играли в игру хотя бы один раз, составляет 743 347 человек.